# Улица Анри Барбюса (Екатеринбург)
У́лица Анри́ Барбю́са (прежние названия: 4-я Ключевская, Максима Горького) — улица в жилом районе «ВИЗ» Верх-Исетского административного района Екатеринбурга.

## История
Улица появилась не ранее 1788 года (точное время формирования неизвестно). До революции 1917 года улица носила название 4-я Ключевская. Всего Ключевских улиц было девять, все они заканчивались у торфяного болота, близ которого, возможно, находились ключи, используемые местными жителями. В 1921 году улица получила название Максима Горького в честь русского и советского писателя. В 1937 году утвердилось современное название улицы в честь французского писателя и коммуниста-антифашиста Анри Барбюса.
Современная застройка улицы разнотипная — в начале многоэтажная, в конце улицы — малоэтажная («частный сектор»), который согласно Генплану Екатеринбурга подлежит сносу и постройке на его месте новых кварталов микрорайона «ВИЗ-Правобережный».